# Corts de Montsó (1289)

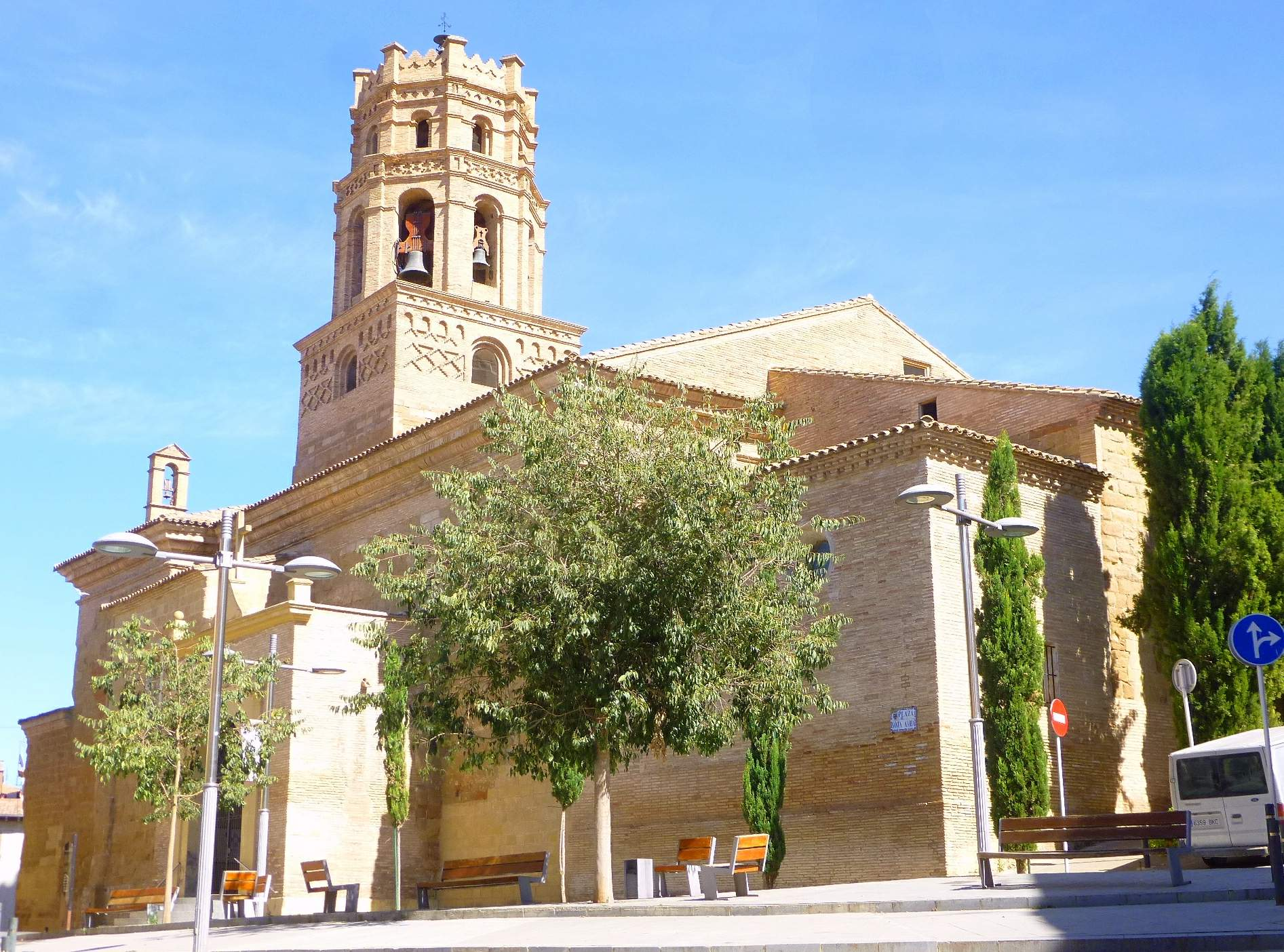
Visió parcial de la vila de Montsó, amb la seva catedral, seu de les Corts.

Les Corts de Montsó de 1289, foren convocades per Alfons el Franc el 24 d'abril, per a celebrar-se a Montsó el 24 de juny, dia de Sant Joan, on es cridaren els nobles, eclesiàstics i prohoms de les viles reials d'Aragó i Catalunya; i foren posposades pels conflictes armats amb el Regne de Castella i el Regne de França. El rei, des de Barcelona, el 6 de setembre, torna a convocar-les per al 29 del mateix mes, dia de Sant Miquel, i novament avisa els estaments catalans i aragonesos, i potser valencians, ja que representants de l'estament reial de València eren a l'assemblea.
Se celebraren en els mesos d'octubre i novembre de 1289, a l'església de Santa Maria de Montsó. Per l'assistència foren unes Corts Generals de la Corona d'Aragó, les primeres, convocades per aconseguir recursos per a poder sostenir les guerres amb França i Castella. Per l'activitat legisladora foren únicament unes Corts Catalanes.
De la participació dels representants valencians sols es coneix una disputa amb els aragonesos per la qüestió foral, l'avançament del pagament del monedatge de tot el regne, de 1291 a 1289, i l'establiment d'una cisa a les ciutats reials i als territoris de l'Església.
En aquestes Corts Catalanes s'hi va dur a terme una important tasca legislativa: s'hi van promulgar trenta-cinc constitucions que dotaren a Catalunya d'estructures administratives sòlides. Entre els diferents temes tractats, destaquen, les mesures de control sobre els oficials reials; qüestions judicials i conflictes jurisdiccionals segons l'ordre social del jutjat, la prohibició d'establir normes en contra de les constitucions i dels privilegis o costums de les poblacions; l'establiment d'exàmens per a exercir com a advocat, metge, cirurgià i notari; la inalienabilitat del regne de Mallorca, i la confirmació dels privilegis i constitucions establerts durant els regnats anteriors.
Quan es publicaren les constitucions, el 7 de novembre, els catalans i mallorquins van oferir l'ajut econòmic al rei. El servei al rei consistia en una cisa triennal de caràcter general, afectant a tots els estaments del regne de Mallorca i de Principat de Catalunya, i la recaptació i la gestió aniria a càrrec de representants dels mateixos estaments.